# Ipomoea paraguariensis
Ipomoea paraguariensis là một loài thực vật có hoa trong họ Bìm bìm. Loài này được Peter mô tả khoa học đầu tiên năm 1891.